# داستان هکل
داستان هکل (انگلیسی: Haeckel's Tale) دوازدهمین قسمت از فصل نخست مجموعه تلویزیونی اساتید وحشت (Masters of Horror) است. داستان هکل نخستین بار در ۲۷ ژانویه ۲۰۰۶ در آمریکای شمالی پخش شد.